# 線西庄
線西庄，為1920年~1945年間存在之行政區，轄屬台中州彰化郡。今彰化縣線西鄉及伸港鄉。

## 街原名
原屬線西堡下之下見口庄、頂犂庄、下犂庄、十五張犂庄、新港庄、埤子墘庄、溪底庄、泉洲厝庄
- 下見口庄改稱線西

## 行政區劃
線西庄轄域內分為線西、頂犁、下犁、十五張犁、新港、埤子墘、泉州厝、溪底八個大字。
- 線西大字下有「線西」、「寓埔」小字名
- 埤子墘大字下有「埤子墘」、「汴頭」小字名

戰後，新港、埤子墘、溪底、泉州厝獨立設伸港鄉。

## 歷任長
- 第1任 黃呈聰
- 第2任 黃呈續
- 第3任 黃秀傳
- 第4任 土橋伸治